# Институт военной истории МО РФ

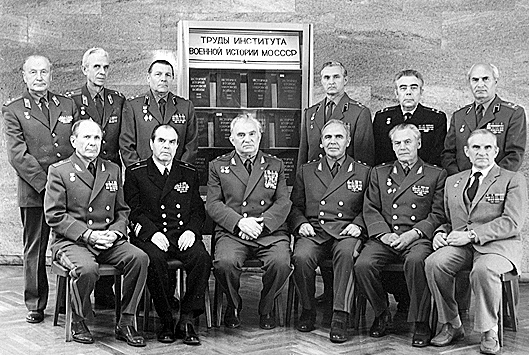
Сотрудники Института военной истории.
В центре генерал-лейтенант П. А. Жилин

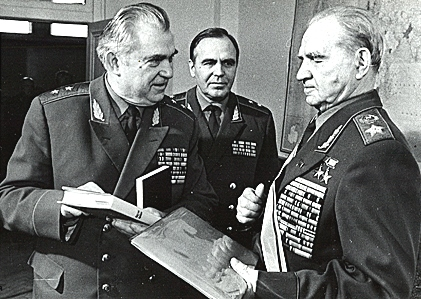
В. И. Чуйков в Институте военной истории

Ордена Красной Звезды Институ́т вое́нной исто́рии Министерства обороны Российской Федерации (ИВИМО) — научно-исследовательское учреждение в Москве.
Официальное название: Научно-исследовательский ордена Красной Звезды институт (военной истории) Военной академии Генерального штаба Вооружённых Сил Российской Федерации.

## История
Решение о создании Института военной истории Министерства обороны СССР было принято Постановлением ЦК КПСС 27 августа 1966 года. Директиву о создании Института подписал 5 ноября того же года начальник Генерального штаба — первый заместитель Министра обороны СССР Маршал Советского Союза М. В. Захаров. Эта дата принята датой образования Института. В организационном плане институт подчинялся Главному политическому управлению СА и ВМФ СССР, научно-методическое руководство его работой осуществляла Академия наук СССР. Основные задачи: изучение военного прошлого России и других стран (особенно Великой Отечественной и всей Второй мировой войны) и методологических проблем военной истории. Координирует научно-исследовательскую работу в своей области, подготавливает и публикует научные труды, монографии и научно-популярные работы, готовит научные кадры. Научно-методическое руководство работой института осуществляет Отделение историко-филологических наук РАН. Печатный орган — «Вестник военной истории».
6 мая 1983 года награждён орденом Красной Звезды.
Приказом министра обороны РФ от 4 марта 2010 года Институт вошёл в состав Военной академии Генерального штаба Вооружённых Сил Российской Федерации на правах Центра — Научно-исследовательский институт (Военной истории) Военной академии Генерального штаба Вооруженных сил РФ.

## Начальники
- 1967—1987 — генерал-лейтенант, член-корр. АН СССР П. А. Жилин
- 1988—1991 — генерал-полковник, член-корр. РАН Д. А. Волкогонов
- 1991 — генерал-полковник П. Г. Чаус
- 1991—1992, и. о. — генерал-майор, д.и.н. А. Г. Хорьков
- 1992—1993 — генерал-майор Баженов А. Н.
- 1993—2001 — генерал-майор, д.и.н. В. А. Золотарёв
- 2002—2010 — полковник, к.воен.н. А. А. Кольтюков
- 2011 — н. в. — полковник, к.и.н. И. И. Басик